# Caffè frappé
Il caffè frappé (in greco φραπές?, frapés) è una bevanda d'invenzione greca. I suoi ingredienti di base sono caffè istantaneo, zucchero e latte. La sua casuale invenzione è avvenuta nel 1957 ad opera di Dimitris Vakondios (in greco Δημήτρης Βακόνδιος).

## Preparazione
Gli ingredienti del frappé sono: caffè istantaneo, acqua, zucchero e, facoltativamente, latte. Il frappé può essere métrios (medio), glykòs (dolce) o skètos a seconda del rapporto fra i suoi ingredienti:
- Metrios: 2 parti di caffè, 2 parti di zucchero.
- Glykòs: 2 parti di caffè, 4 parti di zucchero.
- Skètos: senza zucchero.

Preparazione:
1. Versare in un bicchiere alto un centimetro di acqua e aggiungere la quantità desiderata di zucchero e caffè.
2. Agitare il miscuglio in una frappiera o con un frullatore fin quando si formerà la schiuma. La schiuma deve arrivare all'incirca a metà del bicchiere.
3. Aggiungere due o tre cubetti di ghiaccio e acqua fino ad un centimetro dal bordo del bicchiere. A piacere, aggiungere latte.

Il frappé si serve con una cannuccia, affinché non si versi durante il trasporto esistono speciali bicchieri che si chiudono nella parte superiore ed hanno una cannuccia.

## Storia
La creazione di questo frappé è stata casuale. Durante la Fiera Internazionale di Salonicco nel 1957, il rappresentante della multinazionale Nestlé in Grecia Ioannis Dritsas presentò un nuovo prodotto per bambini, una bevanda al cioccolato da preparare istantaneamente mescolandolo con il latte e agitando con lo shaker; Dimitrios Vakondios, impiegato, aveva l'abitudine di bere caffè istantaneo della Nestlè, in una pausa durante il congresso, decise di bere del caffè, ma poiché non trovò acqua calda, pensò di usare lo shaker per preparare il caffè con l'acqua fredda. Mise caffè, zucchero e acqua, lo agitò e creò il primo caffè frappé della storia. Dopo anni affermò di non potersi rendere conto che un semplice esperimento lo avesse portato alla scoperta della bevanda analcolica più celebre della Grecia.

### Diffusione
Il prodotto fu lanciato e divenne un successo in tutta la Grecia. È bevuto ad ogni occasione: frappé e sigaretta, frappé sulla spiaggia, frappé in macchina. Dal decennio del '90 è la bevanda numero uno anche a Cipro, dove in genere è servito "debole", senza molto caffè; questo frappé si beve anche in piccole quantità in Thailandia, in Malaysia e negli ultimi anni gli immigrati balcanici in Grecia lo hanno diffuso nelle loro patrie, ma senza molto successo e con differenze (ad esempio in Bulgaria molte volte si usa coca cola anziché acqua e in Serbia si aggiunge sempre gelato). È stato importato anche in altri Paesi dell'area mediterranea, come in Spagna, ma senza molto successo.
Alle volte viene anche indicato con la denominazione di "freddo espresso" e "freddo cappuccino" o "fredo capuzino" quando viene aggiunto il latte.